# 교복

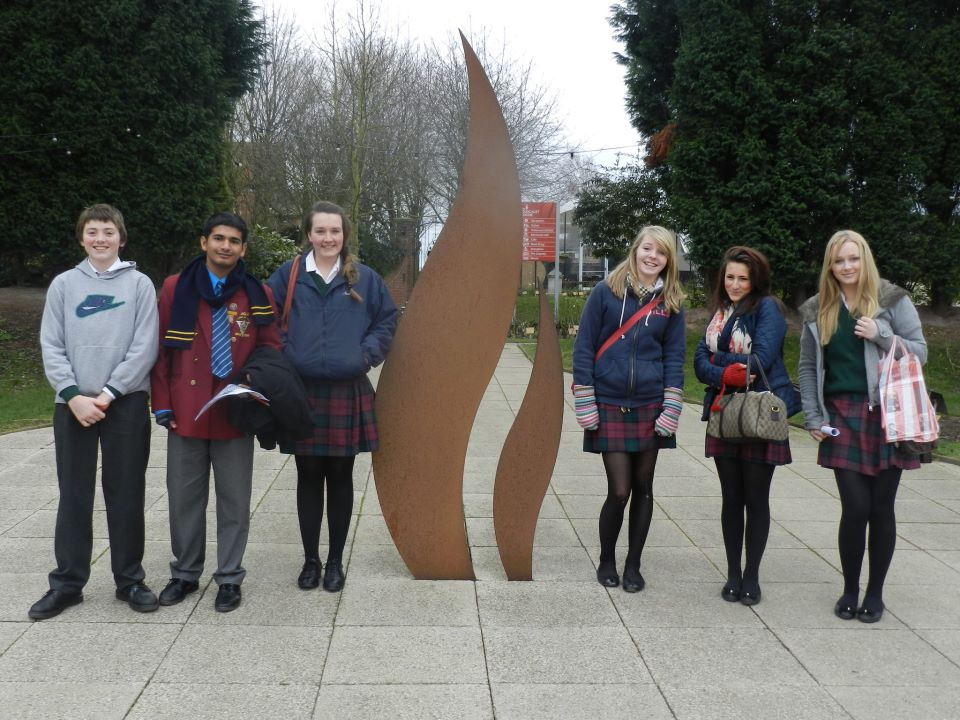
교복을 입은 영국 학생들의 모습.

교복(校服)은 각급 학교(초등학교, 중학교, 고등학교, 대학교)의 남녀 학생들이 학교에서 착용하는 일종의 제복이다. 대한민국에서는 일부 사립/국립 초등학교의 학생과 중학생, 고등학생들이 교복을 입는다.

## 교복의 역사

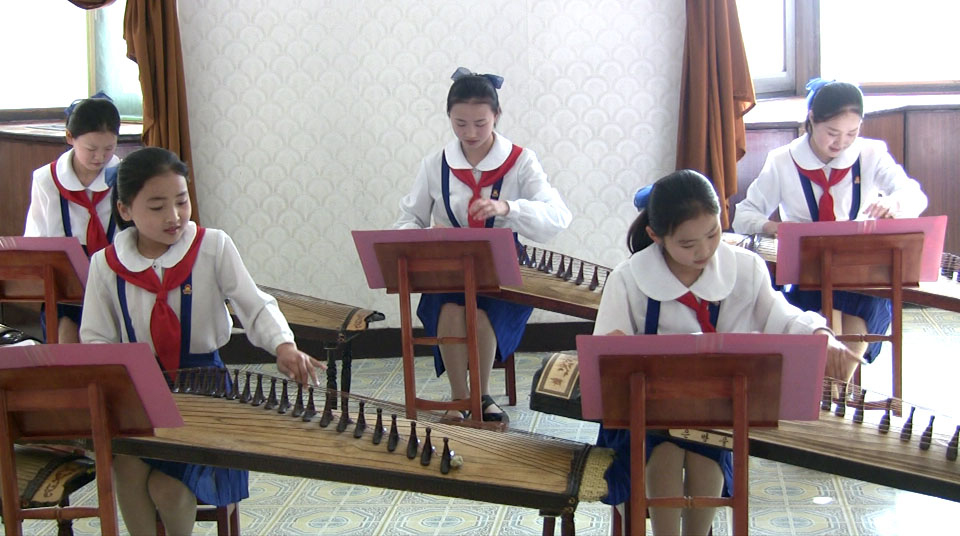
교복을 입은 북한 여학생들.

교복을 언제부터 입었는지에 대해서는 여러 견해가 있지만, 보통은 나폴레옹이 유사시를 대비해 학생들을 군사 훈련을 시키면서 통일된 복장을 입힌 것을 최초로 보는 경우가 많은데, 다른 한편에서는 교복이라는 개념 자체는 영국의 헨리 8세 때부터 있었으며, 이튼 칼리지를 시초로, 이후 대부분의 사립학교에서 교복을 채택하게 되었다고 보는 이도 많다. 나폴레옹의 교복은 엄밀히 말하면 군복에 가깝기 때문에 이렇게 보는 견해도 설득력을 얻고 있다.
대한민국 교복의 역사는 1886년 이화학당으로 거슬러 올라간다. 이때 최초로 채택된 교복에는 속곳, 고쟁이, 버선까지도 포함되었고, 겉옷은 러시아산 무명으로 만든 다홍색 치마저고리였다. 3년 후인 1907년에는 숙명여학교에서 자주색 원피스와 분홍색 교모로 구성된 서양식 교복을 처음으로 입었다. 이후로 1919년까지 쭉 교복이 한복 차림이었다가 1920년에 모든 교복이 양복으로 바뀌었다. 일제강점기부터 1983년까지 한국의 학생들은 서울 지방 할 것 없이 배지와 이름표 (명찰)을 부착한 교복을 입고 머리를 짧게 깎은 채 학교에 다니다가 1983년 (전두환 시기, 계해년)에 교복·두발 자유화 조치로 인해 잠시 폐지되었으나 1980년대 후반부터 다시 교복을 입게 되었다. 이후로는 과거의 획일적이고 강제적이며 일본의 영향을 받은 교복이 아니라 학교의 자율에 맡겨진 교복을 착용하게 되었다. 이렇게 되면서 서울과 지방, 지방과 지방, 심지어는 같은 지방과 서울 시내에서까지 교복이 다르다. 서울특별시에 있는 학교와 부산광역시에 있는 학교가 교복이 다른 것, 똑같은 부산에 있는 학교라도 교복이 다 다른 것은 학교 자율로 교복 디자인을 정할 수 있기 때문인 것이다.
대부분의 학교는 교복을 양복으로 채택하고 있으며, 민족사관고등학교와 태장고등학교와 같은 일부 학교에서는 교복을 한복으로 채택하였다. 교복값에 대한 부담으로 공동구매를 통해 구입하기도 한다.

## 교복에 관한 교칙
교복을 착용하게 되어 있는 각 학교에서는 교칙 안에 교복에 관한 내용도 넣으며, 보통 교복을 입는 방법, 계절별 교복의 착용 기간 등이 기술된다.

## 나라별 교복
동아시아의 경우 교복을 서양식 양복을 채택하고 있어, 교육 정책이나 제반상에 따라 학생들에게 두발 규제와 함께 대한민국 국내 교육 체계의 기본 준수 사항과 동일한 정책을 사용하는 복장 규제 정책을 기본으로 삼고 있다. 더군다나 중화민국의 경우 복장 자율화 논란도 역시 있다.
|                        | 초등학생 | 중학생 | 고등학생 | 대학생 |
| ---------------------- | -------- | ------ | -------- | ------ |
| 대한민국               | 아니요   | 예     | 예       | 아니요 |
| 일본                   | 아니요   | 예     | 예       | 아니요 |
| 조선민주주의인민공화국 | 예       | 예     | 예       | 예     |
| 중화인민공화국         | 아니요   | 예     | 예       | 아니요 |
| 중화민국               | 아니요   | 예     | 예       | 아니요 |
| 필리핀                 | 아니요   | 예     | 예       | 아니요 |
| 인도네시아             | 아니요   | 예     | 예       | 아니요 |
| 태국                   | 예       | 예     | 예       | 예     |
| 러시아                 | 아니요   | 예     | 예       | 아니요 |
| 영국                   | 아니요   | 예     | 예       | 아니요 |
| 프랑스                 | 아니요   | 아니요 | 아니요   | 아니요 |
| 미국                   | 아니요   | 아니요 | 아니요   | 아니요 |
| 캐나다                 | 아니요   | 아니요 | 아니요   | 아니요 |

## 같이 보기
- 제복
- 일본 교복
- 교복 자율화
- 나라별 교복
- 옷